# Johannes Itten

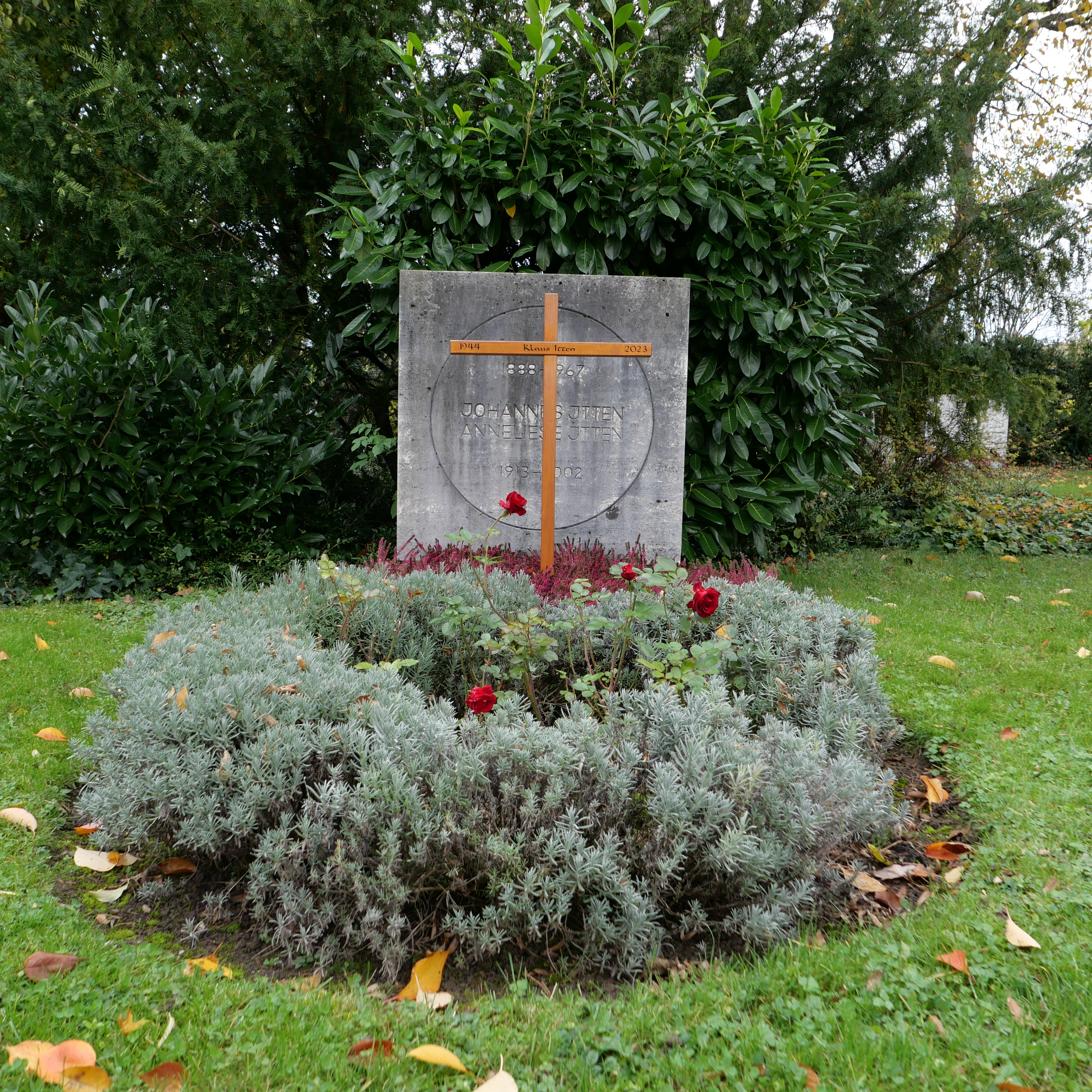
Itten, második felesége, Anneliese (született Schlösser (1913-2002) és három gyermekük, Klaus Itten (1944-2023) sírja, aki a Zürichi Egyetem földrajzprofesszora volt, a hönggerbergi temetőben. Zürichben.

Johannes Itten (Thun, 1888. november 11. – Zürich, 1967. május 25.) svájci festő és művészetpedagógus, a Bauhaus korai korszakának meghatározó személyisége. Az általa a kezdeti időszakban létrehozott előkészítő tanfolyam döntő szerepet játszott az iskola képzési rendszerében. A Bauhausból történő kiválását követően aktív szerepet töltött be a művészeti nevelésben, a második világháborút követően pedig a svájci művészeti múzeumok szervezésében és vezetésében.

## Életpályája
1888-ban született Svájcban, Süderen-Lindenben. 1904-1908 között Bern mellett egy szemináriumban tanítónak tanult, majd rövid ideig néptanítóként dolgozott. 1910-1912 között matematikai-természettudományi tanulmányokat folytatott Bernben.

### Kezdeti időszak
1913-ban a stuttgarti akadémián Adolf Hölzel tanítványa volt, akinek didaktikája és kompozíciós elmélete nagy hatást gyakorolt rá. 1916-ban rendezte első önálló kiállítását a berlini Der Sturm Galériában. Ugyanekkor átköltözött Bécsbe, ahol művészeti iskolát nyitott. Megismerkedett a keleti filozófiákkal, amelyet Bécsből követő diákjaival együtt Weimarba is elhozta.

### Johannes Itten a Bauhausban
A Bauhaust megszervező Walter Gropius első és legfontosabb feladatának tekintette az oktató munka megszervezésére és irányítására alkalmas munkatársak kiválasztását és meghívását (az első három személy: Lyonel Feininger, Gerhard Marcks és Johannes Itten).  A  Bauhaus kezdeti korszakának legfontosabb alakjává váló Ittent Gropius első feleségén (Alma Maria Mahler-Werfel) keresztül ismerte meg Bécsben. Vélhetően szellemi befolyásának hatása alá kerülve kérte fel a Bauhaus 1919. március 21-i ünnepi megnyitásán tartandó „A régi mesterek tanai” című előadásra. Október 1-jétől pedig oktatóvá, hamarosan pedig a Bauhausban folyó képzés központi alakjává vált, elsősorban a műhelyrendszerű oktatás szervezésében, valamint az ezen belül folyó alapképzésben, ahol a természet- és anyagtanulmányokat, kontraszt-, forma- és ritmustant oktatott, aktrajzolást irányított.
Itten pedagógiáját a téma kutatói(1) egy ellentétpárral jellemzik: „ösztön és módszer”, illetve „szubjektív élményre való képesség és objektív megismerés”. Értékelői szerint „tanítása az ember bensőjéhez szólt: a diáknak rá kellett találnia saját ritmusára, ki kellett alakítania harmonikus személyiségét”. Tehát tulajdonképpen a Bauhaust megelőző művészeti mozgalmak azon törekvéséhez igazodott, amelyik az ipari forradalom eredményeképpen létrejövő anyagi javak (eszközök és tárgyak) esztétikai minőségbeli javításának eszközét a „kézműves mester magas szintű képességének kialakításában” látta. Ideája a Bauhaus által nyújtott (elméleti és gyakorlati) képzés eredményeként kialakuló magas szintű eszmei-, esztétikai- és mesterségbeli tudással felvértezett „alkotó ember”.
1920 októberétől a téli szemeszteren a saját maga által bevezetett előkészítő tanfolyamon tanított, emellett formatant is oktatott. Ezután Georg Mucheval közösen több műhelyt vezetett, amelyek közül 1921 áprilisától a fémfeldolgozó, fal- és üvegfestészeti műhely maradt meg az irányítása alatt.
A Bauhaus intézménynek még Gropius igazgatósága idején bekövetkezett második korszaka a képzés hangsúlyát a „létrehozott termék (társadalmi) hasznosságára, használhatóságára és esztétikai kvalitására” helyezte át, ezáltal természetes módon jelentkezett a megtervezett, kikísérletezett terméket kereskedelmi árucikké változtató üzemi-, gyári kooperáció, műhely-megrendelő szintű kapcsolat. Ez a változás alapvetően ellentétes lévén Itten elméletével és oktatói céljával, 1923 márciusában  megvált a Bauhaustól. Kialakított oktatási rendszere (az oktató-mester rendszerű műhelymunka, az elméleti felkészítő képzés, oktatói egyéniségének kisugárzása) azonban túlélte a Bauhaus további szakaszát, sőt bevezetett képzési formává – és oktatói példává - vált sok más művészképző intézményben is.

### Későbbi tevékenysége
Már 1920-tól a keleti mazdaznan-tan hatott rá, ezt a Bauhausban is terjesztette. A Bauhausból történő kiválását követően - még  1923-ban - átköltözött a tan svájci központjába.
1926-ban Berlinben „Moderne Kunstschulé"-t alapított, 1929-től „Ittenschulé"-t, amely 1934-ig állt fenn. 1953-ig a zürichi Iparművészeti Múzeum és iskola igazgatója volt. 1950-től megszervezte a zürichi Museum Rietberget, az Európán kívüli művészetek múzeumát, amelyet 1952-1956 között ő irányított. Ezután művészetpedagógiai tanulmányokat írt és publikált. 1967-ben halt meg Zürichben.

## Magyarul megjelent művei
- A színek művészete. Szubjektív élmény és objektív megismerés mint a művészethez vezető utak; ford. Karátson Gábor; Corvina, Bp., 1978
- A színek művészete. A szubjektív élmény és az objektív megismerés mint a művészethez vezető utak; ford. Karátson Gábor, Szegedi Csaba; Göncöl–Saxum, Bp., 2002

## Johann Itten művészettörténeti jelentősége
Itten nemcsak a Bauhaus korai korszakának meghatározó alakja. Az általa kialakított, eszmei- és gyakorlati oktatást egybefogó műhelyrendszerű képzési forma, az abba integrált  előkészítő tanfolyam, amely döntő szerepet játszott az iskola képzési rendszerében, a huszadik század közepén szükségszerűen változó, új oktatási szellemnek  is előfutárává vált. Mindezek túlmutatnak a magas etikai és esztétikai mércét kijelölő művészetpedagógusi tevékenységén.

## További irodalom
- Rotzler, Willi: Itten, Johannes: Werke und Schriften. 2. bővített kiadás. Zürich, 1978
- Johannes Itten: Gemälde Gouachen Aquarelle Tuschen Zeichnungen. Kiállítási katalógus. Westfälisches Landesmuseum für Kunst und Kulturgeschichte. Münster, 1980
- Johannes Itten:.Künstler und Lehrer. Kiállítási katalógus. Kunstmuseum Bern, 1984